# David Ogden Stiers
David Allen Ogden Stiers (n. 31 octombrie 1942, Peoria, Illinois, SUA – d. 3 martie 2018, Newport⁠(d), Oregon, SUA) a fost un actor american de film și televiziune.

## Filmografie

### Film
| Anul | Titlu                                                       | Rol                                     | Note                                |
| ---- | ----------------------------------------------------------- | --------------------------------------- | ----------------------------------- |
| 1971 | Drive, He Said                                              | Pro Owner                               |                                     |
| 1971 | THX 1138                                                    | Announcer                               | Voice role                          |
| 1977 | Oh, God!                                                    | Mr. McCarthy, District Produce Manager  |                                     |
| 1978 | Detectivul ieftin                                           | Căpitan                                 |                                     |
| 1978 | Magic                                                       | Todson                                  |                                     |
| 1979 | Breaking Up Is Hard to Do                                   | Howard Freed                            | film de televiziune                 |
| 1981 | Harry's War                                                 | Ernie                                   |                                     |
| 1985 | The Bad Seed                                                | Emory Breedlove                         | film de televiziune                 |
| 1985 | Better Off Dead...                                          | Al Meyer                                |                                     |
| 1985 | Creator                                                     | Dr. Sid Kullenbeck                      |                                     |
| 1985 | The Man with One Red Shoe                                   | The Conductor                           |                                     |
| 1986 | Mrs. Delafield Wants to Marry                               | Horton Delafield                        |                                     |
| 1987 | The Alamo: Thirteen Days to Glory                           | Colonel Black                           | film de televiziune                 |
| 1987 | J. Edgar Hoover                                             | Franklin D. Roosevelt                   | film de televiziune                 |
| 1987 | Perry Mason: The Case of the Lost Love                      | D.A. Michael Reston                     | film de televiziune                 |
| 1987 | Perry Mason: The Case of the Murdered Madam                 | D.A. Michael Reston                     | film de televiziune                 |
| 1987 | Perry Mason: The Case of the Notorious Nun                  | D.A. Michael Reston                     | film de televiziune                 |
| 1987 | Perry Mason: The Case of the Scandalous Scoundrel           | D.A. Michael Reston                     | film de televiziune                 |
| 1987 | Perry Mason: The Case of the Shooting Star                  | D.A. Michael Reston                     | film de televiziune                 |
| 1987 | Perry Mason: The Case of the Sinister Spirit                | D.A. Michael Reston                     | film de televiziune                 |
| 1988 | The Accidental Tourist                                      | Porter Leary                            |                                     |
| 1988 | Another Woman                                               | Young Marion's Father                   |                                     |
| 1988 | Perry Mason: The Case of the Avenging Ace                   | D.A. Michael Reston                     | film de televiziune                 |
| 1988 | Perry Mason: The Case of the Lady in the Lake               | D.A. Michael Reston                     | film de televiziune                 |
| 1989 | Day One                                                     | Franklin D. Roosevelt                   | film de televiziune                 |
| 1989 | The Final Days                                              | Alexander Haig                          | film de televiziune                 |
| 1991 | Beauty and the Beast                                        | Cogsworth / Narrator                    | Voice role                          |
| 1991 | Doc Hollywood                                               | Mayor Nick Nicholson                    |                                     |
| 1991 | Shadows and Fog                                             | Hacker                                  |                                     |
| 1991 | Wife, Mother, Murderer                                      | John Homan                              | film de televiziune                 |
| 1992 | The Last of His Tribe                                       | Dr. Saxton Pope                         |                                     |
| 1992 | Porco Rosso                                                 | Grandpa Piccolo                         | Voice role (English version)        |
| 1994 | Iron Will                                                   | J.W. Harper                             |                                     |
| 1994 | Past Tense                                                  | Dr. Bert James                          | film de televiziune                 |
| 1995 | Bad Company                                                 | Judge Beach                             |                                     |
| 1995 | Mighty Aphrodite                                            | Laius                                   |                                     |
| 1995 | Napoleon                                                    | Koala / Owl                             | Voice role                          |
| 1995 | Pocahontas                                                  | Governor Ratcliffe / Wiggins            | Voice role                          |
| 1995 | Steal Big Steal Little                                      | Judge Winton Myers                      |                                     |
| 1996 | Everyone Says I Love You                                    | Holden's Parent                         |                                     |
| 1996 | The Hunchback of Notre Dame                                 | Archdeacon                              | Voice role                          |
| 1996 | To Face Her Past                                            | Ken Bradfield                           | film de televiziune                 |
| 1997 | Beauty and the Beast: The Enchanted Christmas               | Cogsworth                               | Voice role                          |
| 1997 | Justice League of America                                   | J'onn J'onzz / Martian Manhunter        | film de televiziune                 |
| 1997 | Jungle 2 Jungle                                             | Alexei Jovanovic                        |                                     |
| 1997 | Meet Wally Sparks                                           | Governor Floyd Preston                  |                                     |
| 1998 | Belle's Magical World                                       | Cogsworth                               | Voice role                          |
| 1998 | Krippendorf's Tribe                                         | Henry Spivey                            |                                     |
| 1998 | Pocahontas II: Journey to a New World                       | Governor Ratcliffe / Duke of Buckingham | Voice role                          |
| 1999 | My Neighbors the Yamadas                                    | Narrator                                | Voice role (English version)        |
| 2001 | Tomcats                                                     | Dr. Crawford                            |                                     |
| 2001 | Atlantis: The Lost Empire                                   | Fenton Q. Harcourt                      | Voice role                          |
| 2001 | The Curse of the Jade Scorpion                              | Voltan                                  |                                     |
| 2001 | The Majestic                                                | Doc Stanton                             |                                     |
| 2001 | Mickey's Magical Christmas: Snowed in at the House of Mouse | Cogsworth                               | Voice role                          |
| 2001 | Murder, She Wrote: The Last Free Man                        | Stanford Thornton                       | film de televiziune                 |
| 2001 | Spirited Away                                               | Kamaji                                  | Voice role (English version)        |
| 2002 | Lilo & Stitch                                               | Dr. Jumba Jookiba                       | Voice role                          |
| 2003 | Batman: Mystery of the Batwoman                             | Penguin                                 | Voice role                          |
| 2003 | Stitch! The Movie                                           | Dr. Jumba Jookiba                       | Voice role                          |
| 2004 | Cable Beach                                                 | Doc McWhirter                           | film de televiziune                 |
| 2004 | The Cat That Looked at a King                               | The King / The Prime Minister           | Voice role; short film              |
| 2004 | Springtime with Roo                                         | Narrator                                | Voice role                          |
| 2004 | Teacher's Pet                                               | Mr. Jolly                               | Voice role                          |
| 2005 | Hoodwinked!                                                 | Nicky Flippers                          | Voice role                          |
| 2005 | Lilo & Stitch 2: Stitch Has a Glitch                        | Dr. Jumba Jookiba                       | Voice role                          |
| 2005 | The Origin of Stitch                                        | Dr. Jumba Jookiba                       | Voice role; short film (uncredited) |
| 2005 | Pooh's Heffalump Halloween Movie                            | Narrator                                | Voice role                          |
| 2006 | Lady in the Water                                           | Narrator                                | Uncredited                          |
| 2006 | Leroy & Stitch                                              | Dr. Jumba Jookiba                       | Voice role                          |
| 2008 | Together Again for the First Time                           | Max Frobisher                           | film de televiziune                 |
| 2009 | Not Dead Yet                                                | William Weinshawler                     |                                     |
| 2017 | Neil Stryker and the Tyrant of Time                         | The Admiral                             |                                     |
| 2017 | The Joneses Unplugged                                       | Ralph Wilson                            |                                     |

### Televiziune
| Anul      | Titleu                                                     | Rol                                              | Note                                                  |
| --------- | ---------------------------------------------------------- | ------------------------------------------------ | ----------------------------------------------------- |
| 1975      | Kojak                                                      | Bryan LeBlanc / Mr. Roberts                      | Episode: "Money Back Guarantee"                       |
| 1976      | Charlie's Angels                                           | Scott Woodville                                  | Episode: "Charlie's Angels" (Pilot)                   |
| 1976      | Doc                                                        | Stanley Moss                                     | 7 episodes                                            |
| 1976–1977 | The Mary Tyler Moore Show                                  | Mel Price                                        | 3 episodes                                            |
| 1976      | Phyllis                                                    | Mr. Raymond                                      | Episode: "The Wrong Box"                              |
| 1976–1977 | Rhoda                                                      | Dr. Curt Dreiser / George                        | 2 episodes                                            |
| 1977      | This Is the Life                                           | Harry                                            | Episode: "Undertow"                                   |
| 1977      | The Tony Randall Show                                      | Cleaver                                          | Episode: "Case: The People Speak"                     |
| 1977–1983 | M*A*S*H                                                    | Major Charles Emerson Winchester III             | 131 episodes                                          |
| 1978      | The Paper Chase                                            | Woodrow Tullis                                   | Episode: "An Act of Desperation"                      |
| 1981      | CBS Afternoon Playhouse                                    | Peter Stenner                                    | Episode: "Me and Mr. Stenner"                         |
| 1983      | American Playhouse                                         | Doc                                              | Episode: "The Innocents Abroad"                       |
| 1984      | The First Olympics: Athens 1896                            | William Milligan Sloane                          | Miniseries                                            |
| 1985      | North and South                                            | Congressman Sam Greene                           | Miniseries; 6 episodes                                |
| 1986–1996 | Murder, She Wrote                                          | Howard Deems / Sergei Nemiroff / Aubrey Thornton | 3 episodes                                            |
| 1986      | North and South, Book II                                   | Congressman Sam Greene                           | Miniseries; 6 episodes                                |
| 1987–1988 | Matlock                                                    | Thomas Baldwin / Arthur Hampton                  | 3 episodes                                            |
| 1988      | ALF                                                        | Flakey Pete                                      | 2 episodes                                            |
| 1989      | The Ray Bradbury Theater                                   | Leonard Mead                                     | Episode: "The Pedestrian"                             |
| 1990      | CBS Schoolbreak Special                                    | Jack Henderson                                   | Episode: "American Eyes"                              |
| 1990      | Married People                                             | Dr. Cashin                                       | Episode: "Term Paper"                                 |
| 1990      | Wings                                                      | Edward Tinsdale                                  | Episode: "A Little Nightmare Music"                   |
| 1991      | Star Trek: The Next Generation                             | Timicin                                          | Episode: "Half a Life"                                |
| 1993      | Jack's Place                                               | Flower Man                                       | Episode: "Forever and Ever"                           |
| 1994      | The Boys Are Back                                          | George Spivack                                   | Episode: "A Tree Dies in Portland"                    |
| 1995–2011 | American Experience                                        | Narrator                                         | Voice role; 32 episodes                               |
| 1996      | Cybill                                                     | Val                                              | Episode: "Educating Zoey"                             |
| 1996      | Poltergeist: The Legacy                                    | Randolph Hitchcock                               | Episode: "The Twelfth Cave"                           |
| 1997      | Dr. Quinn, Medicine Woman                                  | Theodore Quinn                                   | Episode: "Farewell Appearance"                        |
| 1998      | 101 Dalmatians: The Series                                 | VLAD                                             | Voice role; episode: "Out to Launch/Prophet and Loss" |
| 1998      | Ally McBeal                                                | Judge Andrew Peters                              | Episode: "They Eat Horses, Don't They?"               |
| 1998      | Two Guys, a Girl and a Pizza Place                         | Mr. Bauer                                        | 13 episodes                                           |
| 1999      | The Angry Beavers                                          | Byron Beaver                                     | Voice role; episode: "Kreature Komforts/Oh, Brother?" |
| 1999      | The Practice                                               | Judge Hollings                                   | Episode: "Infected"                                   |
| 1999      | The Outer Limits                                           | Reverend Dr. Thomas Tilford                      | Episode: "The Shroud"                                 |
| 1999–2000 | Love & Money                                               | Nicholas Conklin                                 | 13 episodes                                           |
| 2000      | The Wild Thornberrys                                       | Karroo                                           | Voice role; episode: "Luck Be an Aye-Aye"             |
| 2000      | Bull                                                       | Gardner Blackstone                               | 4 episodes                                            |
| 2000      | The Trouble With Normal                                    | Mr. Harrington                                   | Episode: "Say Cheese"                                 |
| 2000–2002 | Teacher's Pet                                              | Mr. Jolly / Narrator / Congressman               | Voice role; 13 episodes                               |
| 2001–2002 | Disney's House of Mouse                                    | Cogsworth                                        | Voice role; 3 episodes                                |
| 2002      | Arli$$                                                     | Eli                                              | Episode: "It's All in the Game"                       |
| 2002      | Justice League                                             | Solovar / Car Owner                              | Voice role; 3 episodes                                |
| 2002–2007 | The Dead Zone                                              | Reverend Eugene 'Gene' Purdy                     | 40 episodes                                           |
| 2003      | Frasier                                                    | Dr. Leland Barton                                | Episode: "Fathers and Sons"                           |
| 2003      | Touched by an Angel                                        | Jones                                            | 2 episodes                                            |
| 2003–2006 | Lilo & Stitch: The Series                                  | Dr. Jumba Jookiba                                | 66 episodes                                           |
| 2004      | Static Shock                                               | Dr. Odium                                        | Voice role; episode: "Hoop Squad"                     |
| 2005      | American Dragon: Jake Long                                 | Narrator / Crew Man                              | Voice role; episode: "The Talented Mr. Long"          |
| 2005      | Nova                                                       | Narrator                                         | Episode: "A Daring Flight"                            |
| 2006      | Justice League                                             | Solovar                                          | Voice role; 3 episodes                                |
| 2006–2007 | Stargate Atlantis                                          | Oberoth                                          | 3 episodes                                            |
| 2006      | Worst Week of My Life                                      | Jenson                                           | Episode: "Pilot"                                      |
| 2007      | The Power of Choice: The Life and Ideas of Milton Friedman | Narrator                                         | Documentary miniseries                                |
| 2011      | Leverage                                                   | Walt Whitman Wellesley IV                        | Episode: "The Lonely Hearts Job"                      |
| 2011–2016 | Regular Show                                               | Mr. Maellard                                     | Voice role; 18 episodes                               |

### Jocuri video
| Anul | Titlu                           | Rol                   | Note |
| ---- | ------------------------------- | --------------------- | ---- |
| 1996 | Toonstruck                      | King Hugh             |      |
| 2000 | Icewind Dale                    | Narrator              |      |
| 2002 | Disney's Stitch: Experiment 626 | Dr. Jumba Jookiba     |      |
| 2003 | Uru: Ages Beyond Myst           | Jeff Zandi            |      |
| 2004 | Uru: To D'ni                    | Dr. Richard Watson    |      |
| 2005 | Myst V: End of Ages             | Esher                 |      |
| 2005 | Kingdom Hearts II               | Cogsworth             |      |
| 2007 | Kingdom Hearts II: Final Mix    | Cogsworth             |      |
| 2010 | Kingdom Hearts Birth by Sleep   | Dr. Jumba Jookiba Doc |      |